# Chicago Fire (seizoen 1)
Dit artikel vat het eerste seizoen van Chicago Fire samen. Dit seizoen liep van 10 oktober 2012 tot 22 mei 2013 en bevatte vierentwintig afleveringen.

## Rolverdeling

### Hoofdrollen
- Jesse Spencer - luitenant Matthew Casey
- Taylor Kinney - luitenant Kelly Severide
- Monica Raymund - paramedicus Gabriela Dawson
- Lauren German - paramedicus Leslie Shay
- Charlie Barnett - paramedicus / brandweerman Peter Mills
- Eamonn Walker - commandant Wallace Boden
- David Eigenberg - brandweerman Christopher Hermann
- Yuri Sardarov - brandweerman Brian "Otis" Zvonecek
- Joe Minoso - brandweerman / chauffeur Joe Cruz
- Christian Stolte - brandweerman Randy "Mouch" McHolland
- Randy Flagler - reddingswerker Capp
- William Smillie - reddingswerker Hadley
- Teri Reeves - dr. Hallie Thomas

### Terugkerende rollen
- Mo Gallini - brandweerman Jose Vargas
- Chaon Cross - Heather Darden
- Robyn Coffin - Cindy Herrmann
- Sarah Shahi - Renee Royce
- Jason Beghe - rechercheur Hank Voight
- Jon Seda - rechercheur Antonio Dawson

## Afleveringen
| Nr. | Aflevering | Titel                 | Regisseur          | Schrijver(s)                   | Selectie gastrollen | Uitzenddatum     |  |
| --- | ---------- | --------------------- | ------------------ | ------------------------------ | --- | ---------------- |  |
| 1 | 1          | Pilot                 | Jeffrey Nachmanoff | Michael Brandt Derek Haas      | Corey Sorenson - Andy Darden Rahm Emanuel - zichzelf Madison Dirks - Mike Patterson Danica Monroe - Suzanne Lance Newton - Ricky | 10 oktober 2012  |  |
| Wanneer brandweerman Andy Darden komt te overlijden tijdens zijn werkzaamheden hebben de achtergebleven collega's moeite om dit te accepteren. Luitenant Casey en luitenant Severide nemen elkaar verantwoordelijk voor dit tragisch verlies. Later raakt brandweerman Herrmann zwaar gewond tijdens zijn werkzaamheden, hierdoor beseffen Casey en Severide dat zij hun geschil snel moeten bijleggen om zo de werksfeer weer positief te krijgen. Paramedicus Dawson voert een riskante en bovendien verboden procedure uit op een jong meisje terwijl zij met haar onderweg zijn naar het ziekenhuis. Hoewel zij hiermee het leven van het jong meisje redt, krijgt zij toch een negatieve aantekening in haar dossier. Kazerne 51 krijgt een nieuwe aspirant in de persoon van Peter Mills, hierdoor wordt aspirant Otis gepromoveerd tot brandweerman. Luitenant Casey heeft problemen in zijn privéleven, zijn relatie met verloofde Hallie maakt een moeilijke tijd door. |            |                       |                    |                                | |                  |  |
| 2 | 2          | Mon Amour             | Tom DiCillo        | Michael Brandt Derek Haas      | Jeffrey DeMunn - Peter Meghann Fahy - Nicki Rutkowski Max Baker - dronken Engelsman Corey Sorenson - Andy Darden Madison Dirks - Mike | 17 oktober 2012  |  |
| Luitenant Severide heeft al een tijd last van een schouderblessure, dit zorgt ervoor dat een reddingsmissie op een bouwterrein bijna fout afloopt. Een bouwvakker die vast onder een stapel puin ligt vraagt aan Severide of hij een laatste boodschap kan geven aan zijn vrouw, dit omdat hij weet dat hij niet levend onder het puin vandaan zal komen. Tijdens bluswerkzaamheden in een kelderbrand raken de brandweermannen betrokken in een ruzie tussen een huurbaas en een oudere bewoner. Luitenant Casey is bang dat Heather, de weduwe van brandweerman Darden, ook hem verantwoordelijk houdt voor zijn sterven. Hij zoekt haar op om dit uit te vinden, hij is opgelucht als dit niet het geval blijkt te zijn. De relatie tussen Casey en zijn verloofde Hallie loopt nog steeds stroef, hij besluit om hier toch aan te gaan werken. Otis probeert te achterhalen waarom hun mascotte een geit is. Severide besluit de vrouw van de omgekomen bouwvakker op te gaan zoeken zodat hij haar zijn boodschap kan overbrengen. Kazerne 51 krijgt een nieuwe medewerkster voor het kantoor, Nicki die meteen gecharmeerd raakt van Severide. |            |                       |                    |                                | |                  |  |
| 3 | 3          | Professional Courtesy | Joe Chappelle      | Matt Olmstead                  | Meghann Fahy - Nicki Rutkowski Alexandra Metz - Elise Mills Linda Powell - Ingrid Mills Guy Van Swearingen - Al Rutkowski Philip E. Johnson - Greg Duffy                                                                                                 | 24 oktober 2012  |  |
| Kazerne 51 wordt opgeroepen om te assisteren bij een auto-ongeluk. Daar aangekomen blijkt dat het ongeluk veroorzaakt is door een bestuurder in beschonken toestand, hij raakte een andere auto waar de bestuurder volledig verlamd is geraakt. Als blijkt dat de dronken bestuurder een zoon is van politierechercheur Voight raakt Casey in een moeilijke positie, moet hij zijn zoon aangeven voor dronken rijden of de andere kant opkijken. Rechercheur Voight wil dat zijn zoon niet gearresteerd wordt, en zet een flinke druk op Casey om hem hetzelfde te laten doen. Casey besluit dat er gerechtigheid moet komen voor de bestuurder die verlamd is geraakt en besluit melding te maken van de dronken bestuurder. Rechercheur Voight is nu woedend op hem en blijft druk op hem uit oefenen om zijn verklaring in te laten trekken. Severide besluit eindelijk om een dokter op te gaan zoeken voor zijn pijnlijke schouder, hij blijkt een gebroken nekwervel te hebben. Severide krijgt ook een intensive relatie met Nicki, tijdens een vrijpartij op de kazerne worden zij betrapt door haar vader. Mills is naast aspirant brandweerman ook werkzaam in het familierestaurant van zijn moeder. Hij kan dit beide niet aan en besluit te stoppen met het restaurant, dit tot teleurstelling van zijn moeder die niet wil dat hij brandweerman wordt. |            |                       |                    |                                | |                  |  |
| 4 | 4          | One Minute            | Gloria Muzio       | Andrea Newman                  | Irma P. Hall - mrs. Grady Shiri Appleby - Clarice Meghann Fahy - Nicky Alexandra Metz - Elise Mills Stef Tovar - Daniel Schwartz | 31 oktober 2012  |  |
| Een dakloze man overlijdt tijdens een brand in een verlaten fabrieksgebouw. Mills had hem kunnen redden als hij een minuut extra tijd had gekregen van Boden die hem echter het bevel gaf om onmiddellijk terug te keren. Dit zorgt ervoor dat Boden een negatieve naam krijgt in de media en dat hij de dakloze man heeft vermoord. Nadat Mills weg was gegaan explodeerde het gebouw en Boden weet nu voor zijn eigen dat hij goed heeft gehandeld. De broer van het slachtoffer is het echter niet met Boden eens, en besluit hem en de gemeente aan te klagen voor de dood van zijn broer. Severide is ondertussen bezig met het helpen van een oudere vrouw die problemen heeft met een aantal buurtjongeren. Rechercheur Voight voert de druk op Casey verder op als Casey nog steeds weigert zijn verklaring terug te nemen van zijn zoon die dronken een ongeluk heeft veroorzaakt. Shay wordt naar een melding geroepen, daar aangekomen staat zij ineens oog in oog met haar ex-geliefde Clarice. Clarice is inmiddels getrouwd met een man en is van hem zwanger, Shay beseft al snel dat zij nog steeds gevoelens voor haar heeft. |            |                       |                    |                                | |                  |  |
| 5 | 5          | Hanging On            | Jean de Segonzac   | Marc Dube                      | Mouzam Makkar - Anna Kurt Naebig - Grogan Alfred Wilson - Terrance Sam Porretta - chief Hatcher Aaron Kirby - Garrett John LaFlamboy - Walter | 7 november 2012  |  |
| Severide ondervindt steeds meer hinder van zijn pijnlijke schouder en wend zich tot zijn ex-vriendin, die werkzaam is als vertegenwoordigster van medicijnen. Hij wil graag dat zij hem pijnstillers geeft buiten de officiële weg, zodat hij zich niet hoeft te verantwoorden op zijn werk. Casey besluit terug te vechten tegen de bedreigingen van rechercheur Voight, ondanks de waarschuwingen van Boden en zijn verloofde Hallie. Wanneer Dawson een vriend neerslaat van een patiënt riskeert zij een schorsing door haar baas. Herrmann raakt betrokken bij een duistere piramidespel, hopend hier snel rijk mee te worden. Al snel blijkt dat hij hierdoor eerder armer dan rijk van zal worden. |            |                       |                    |                                | |                  |  |
| 6 | 6          | Rear View Mirror      | Joe Chappelle      | Thania St. John                | Cody Sullivan - Ernie Dan Flannery - Callahan Sam Porretta - chief Hatcher Roosevelt Booker - Curtis Emma Gordon - Madeline Rebekah Ward - moeder van Madeline                                                                                           | 14 november 2012 |  |
| Dawson bereidt zich voor op de hoorzitting voor het mishandelen van een omstander tijdens haar werkzaamheden. Zij is blij als blijkt dat Mouch een getuige heeft gevonden die in haar voordeel kan spreken. Wanneer blijkt dat rechercheur alles wil doen om Casey zijn verklaring in te laten trekken vrezen Casey en Hallie voor hun veiligheid. Casey roept de hulp in van rechercheur Dawson, de broer van Gabriela, en hoopt dat hij hen kan helpen voordat het uit de hand loopt. |            |                       |                    |                                | |                  |  |
| 7 | 7          | Two Families          | Michael Slovis     | Michael Brandt Derek Haas      | Shiri Appleby - Clarice Alexandra Metz - Elise Mills Jeff Lima - Leon Cruz Cody Sullivan - Ernie Michael Vieau - Dan Jenkins | 21 november 2012 |  |
| Wanneer de brandweermannen bloot zijn gesteld aan de dampen in een meth-lab worden zij opgedragen tot een drugstest. Severide wil er alles aan doen om hier onderuit te komen omdat hij niet wil dat zijn pijnstillersverslaving naar boven komt. Uiteindelijk krijgt hij hulp van zijn goede vriendin Shay die haar urine afgeeft zodat hij die als de zijne in kan leveren, hij moet haar wel beloven om hulp te zoeken. Boden is woedend als hij ontdekt dat zijn manschappen verwikkeld raakte in een bendeoorlog tijdens hun werkzaamheden. Het is Thanksgiving Day en op de kazerne eten zij samen een uitgebreide maaltijd, dit wordt echter verstoord door een kettingbotsing in de stad. Tijdens hun werkzaamheden daar assisteert Casey bij een bevalling van een baby, dit zorgt ervoor dat hij met zijn verloofde wil praten over hun kinderwens. De kazerne krijgt bezoek van een jongen, Boden wil zich over hem ontfermen. Herrmann heeft echter twijfels over de bedoelingen van de jongen en wil Boden waarschuwen, die wil echter hier niets over horen. Otis besluit een podcast te beginnen over zijn werkzaamheden. |            |                       |                    |                                | |                  |  |
| 8 | 8          | Leaving the Station   | Constantine Makris | Bryan Oh                       | Shiri Appleby - Clarice Alexandra Metz - Elise Mills Linda Powell - Ingrid Mills Nicole Forester - Christie Levenix Riddle - Presley Stef Tovar - Daniel Schwartz                                                                                        | 5 december 2012  |  |
| Mills ontdekt het ontbindende lichaam van een jong meisje in de metrotunnel, dit zorgt ervoor dat hij twijfels krijgt over zijn werk en toekomst hierin. Kazerne 51 krijgt bezoek van collega's uit Canada, de medewerkers kijken ervan op als blijkt dat Mouch niets van Canadezen moet hebben. Dawson is net vrijgesproken voor haar gedrag door haar bazen, en al snel strijkt zij weer tegen hun haren. Dit als zij een moeder van een gewond kind beschuldigt van kindermishandeling, niemand gelooft haar en dit heeft een tragische afloop. Severide raakt door zijn verslaving aan pijnstillers in een neerwaartse spiraal terecht. Shay krijgt bezoek van de man van Clarice, dit besluit haar om Clarice terug te sturen naar haar man. |            |                       |                    |                                | |                  |  |
| 9 | 9          | It Ain't Easy         | Tom DiCillo        | Hilly Hicks jr.                | Ron Dean - James Whoritsky Cody Sullivan - Ernie Jeff Lima - Leon Cruz Katherine Cunningham - Corrine | 12 december 2012 |  |
| Wanneer Jose Vargas ernstig gewond raakt tijdens zijn werkzaamheden raakt hij hierdoor arbeidsongeschikt. Met pijn in zijn hart moet hij nu afscheid nemen van kazerne 51. Boden probeert een jongen te helpen, deze jongen wordt verdacht van een aantal brandstichtingen. Severide heeft laatst een vrouw genaamd Renee bijgestaan die gewond raakte tijdens een auto-ongeluk, Renee zoekt hem later op omdat zij gecharmeerd is geraakt van hem. Cruz probeert zijn jongere broer Leon te helpen nadat hij betrokken is geraakt met een bende. |            |                       |                    |                                | |                  |  |
| 10 | 10         | Merry Christmas, Etc. | Steve Shill        | Michael Gilvary                | Zack Ward - Ted Griffin Nicole Forester - Christie Karin Anglin - Sandra Vaughn Kathleen Quinlan - Nancy Casey Jeff Lima - Leon Cruz | 19 december 2012 |  |
| Nadat kazerne een keukenbrand heeft geblust in een welgesteld huis worden Casey, Hermann, Mouch, Cruz en Otis beschuldigd van het stelen van een diamanten ketting. Dit zorgt ervoor dat er een intern onderzoek wordt ingesteld tegen hen. De leider van het onderzoek is een oude vijand van Casey, dit zorgt ervoor dat Casey weinig vertrouwen heeft in zijn onpartijdige oordeel. Later wordt ontdekt dat de bewoonster die de aangifte plaatste dit deed voor verzekeringsfraude. De broer van Cruz raakt betrokken in een bendeoorlog, dit zorgt ervoor dat Cruz een moeilijke beslissing moet maken om hem te redden. Tijdens bluswerkzaamheden ontdekt Cruz dat de baas van de bende gevangen zit in een brand, hij besluit hem niet te redden om zo zijn broer te redden. Dawson krijgt steeds meer gevoelens voor Casey, zij nodigt hem uit voor een kerstfeest met haar familie. Zij laat hem weten wat zij voor hem voelt, Casey vertelt haar dan dat hij op het moment alleen vrienden wil zijn. Shay is het zat dat Severide geen actie onderneemt tegen zijn pijnstillerverslaving, en laat hem dit ook merken. Severide krijgt ondertussen een steeds heftigere relatie met Renee. Dawson en Shay raken betrokken in een ongeluk met hun ambulance waarbij hun levens in gevaar raken.                                                              |            |                       |                    |                                | |                  |  |
| 11 | 11         | God Has Spoken        | Daniel Sackheim    | Andrea Newman Marc Dube        | Jeff Lima - Leon Cruz Nicole Forester - Christie Kathleen Quinlan - Nancy Casey Jason Singer - Lance Ebbott | 2 januari 2013   |  |
| Na het ongeluk met de ambulance blijkt Dawson geen verwondingen te hebben, terwijl Shay wel moet herstellen in het ziekenhuis. Nu Shay tijdelijk is weggevallen wordt Mills opgedragen haar te vervangen op de ambulance. Severide beseft dat hij door zijn pijnstillerverslaving zowel Renee als Shay kwijt kan raken, hij besluit om toch maar professionele hulp te gaan zoeken. Herrmann heeft een nieuwe investeerder gevonden voor zijn nieuwe project, hij is hier echter niet zo blij mee. Cruz wordt overwelvend door schuldgevoel voor het niet redden van zijn laatste slachtoffer bij een brand, hij overweegt dit op te biechten bij Casey. Casey krijgt in zijn privéleven spanning te verwerken tussen hem en zijn zus, dit omdat hij zijn moeder wil steunen die in de gevangenis zit en zijn zus wil niets meer met haar te maken hebben. |            |                       |                    |                                | |                  |  |
| 12 | 12         | Under the Knife       | Alex Chapple       | Matt Olmstead Ryan Rege Harris | Victor Slezak - Rick Savrinn Jeff Lima - Leon Cruz Nicole Forester - Christie Kathleen Quinlan - Nancy Casey Henry Godinez - Ernesto | 9 januari 2013   |  |
| Dawson vecht met haar gevoelens voor Casey terwijl zij een romantische relatie begint met Mills. Severide biecht alles op tegen Boden over zijn pijnlijke schouder en pijnstillerverslaving. Hij wil zich laten opereren, maar hoort al snel dat hier grote risico's aanzitten. De moeder van Casey wil dat hij voor haar spreekt op haar hoorzitting voor mogelijke eerdere vrijlating. Kazerne 51 krijgt verder te maken met een vliegtuigongeluk, en een achtergelaten busje met illegale immigranten die waren achtergelaten om te sterven. |            |                       |                    |                                | |                  |  |
| 13 | 13         | Warm and Dead         | Alik Sakharov      | Michael Brandt Derek Haas      | Shiri Appleby - Clarice Cody Sullivan - Ernie Nicole Forester - Christie Ron Dean - James Whoritsky Kathleen Quinlan - Nancy Casey Treat Williams - Benny Severide                                                                                       | 30 januari 2013  |  |
| Severide ontdekt dat er een nieuwe operatietechniek is voor zijn gebroken nekwervel wat de herstelperiode flink korter maakt. Hij krijgt ook zijn twijfels over zijn beslissing om met Renee naar Madrid te verhuizen en vraagt advies aan zijn vader. Casey spreekt op de hoorzitting in het voordeel van zijn moeder voor mogelijke eerdere vrijlating. Hij is teleurgesteld dat zijn zus hier niet aan mee wil werken, maar dit verandert al snel in blijdschap als zijn moeder wordt vrijgelaten. Boden probeert nog steeds Ernie, de jongen die verdacht wordt van recentelijke brandstichtingen, te helpen maar is misschien hierin te laat. Shay krijgt ineens weer haar ex-geliefde Clarice voor zich die haar man heeft verlaten. Mills brengt een puppy mee naar de kazerne om het hier op te voeden, na tegenstand van zijn collega's blijkt dat zij al snel verliefd worden op de puppy. Otis krijgt een overplaatsing naar een andere kazerne om daar het tekort in manschappen op te vullen. |            |                       |                    |                                | |                  |  |
| 14 | 14         | A Little Taste        | Arthur W. Forney   | Matt Olmstead Hilly Hicks jr.  | Shiri Appleby - Clarice Mike Starr - Arthur Shane McRae - Eric Whaley Victor Slezak - Rick Savrinn Kathleen Quinlan - Nancy Casey Stef Tovar - Daniel Schwartz                                                                                           | 6 februari 2013  |  |
| Severide heeft de operatie uit laten voeren en is nu geheel bevrijd van de pijn, na zijn herstelling keert hij terug naar kazerne 51. Daar ontdekt hij dat zijn baan werd opgevuld door de broer van zijn ex-verloofde. Otis was eerst blij met zijn overplaatsing maar ontdekt al snel dat hij kazerne 51 mist. Ondertussen koopt Otis samen met Herrmann en Dawson samen een café en noemen het Molly's Bar. De moeder van Casey wordt vrijgelaten uit de gevangenis en trekt in bij hem, al snel ontstaan er spanningen tussen hen. Shay staat Clarice bij die gaat bevallen en wil haar hierbij steunen. In Chicago komen de laatste tijd steeds meer heroïneoverdosissen voor, rechercheur Dawson wil ongeacht de consequenties achterhalen wie hier achter zit. |            |                       |                    |                                | |                  |  |
| 15 | 15         | Nazdarovya!           | Joe Chappelle      | Andrea Newman                  | Kathleen Quinlan - Nancy Casey Thomas Gaitsch - Trilling Morocco Omari - rechercheur Ben Vikan William Dick - inspecteur Eric Lane - T.T. | 13 februari 2013 |  |
| Om haar broer rechercheur Dawson te helpen neemt Dawson contact op met een oude vijand voor hulp. Dit blijkt rechercheur Voight te zijn die in de gevangenis zit na het bedreigen van Casey, dit kan de vriendschap kosten tussen haar en Casey. Herrmann ontdekt dat hun stille vennoot Arthur van café Molly's Bar een werkwijze heeft die hem niet kan bekoren. Arthur perst een aantal cafés af voor het geven van bescherming en zo dus ook hun café. Clarice is bevallen en Shay wil niets liever dan samen het kind opvoeden, al snel merken zij dat de vader van het kind het hier niet bij wil laten zitten. Hij start een juridische procedure om het voogdijschap te krijgen over het kind. De moeder van Casey heeft gevangengezeten voor het vermoorden van haar man, Casey wil graag uitleg over haar motieven. Severide ontdekt dat zijn ex-verloofde Renee niet in Madrid woont maar nog steeds in Chicago verblijft en dat zij zwanger is. Kazerne 51 heeft verder zijn handen vol aan een kind die dreigt te verdrinken en een ingestort huis. |            |                       |                    |                                | |                  |  |
| 16 | 16         | Viral                 | Michael Brandt     | Michael Gilvary                | Shiri Appleby - Clarice Shane McRae - Eric Whaley Nicole Forester - Christie Kelli Barrett - Renee Whaley Kathleen Quinlan - Nancy Casey | 20 februari 2013 |  |
| Gebukt onder schuldgevoel probeert Cruz zijn werk uit te voeren, de druk wordt echter te groot en zet de levens van zijn collega's op het spel. Otis, Herrmann en Dawson zijn bezig om hun nieuwe café te verbouwen, tijdens de werkzaamheden ontdekken zij een verstopte brandkast. Zij zijn zeer benieuwd naar de inhoud maar vragen zich wel af of het verstandig is om het te openen. Casey weet niet meer wat hij aan moet met zijn pas vrijgelaten moeder die helemaal los blijkt te gaan, en zoekt hulp bij zijn zus. Shay probeert te bewijzen dat zij een perfecte medemoeder kan zijn voor de baby van Clarice, maar zij maakt het probleem alleen maar erger en hun relatie wordt beëindigd. Om het nog erger te maken wordt zij door een dakloze man gestoken met een naald, met een kans dat zij nu besmet is met het hiv virus. |            |                       |                    |                                | |                  |  |
| 17 | 17         | Better to Lie         | Joe Chappelle      | Matt Olmstead Ryan Rege Harris | Linda Powell - Ingrid Mills Treat Williams - Benny Severide Anthony Mockus sr. - Clifford Baylor Jurgen Hooper - Dave William Patrick Riley - Sam | 27 februari 2013 |  |
| Shay besluit, na het beëindigen van haar relatie met Clarice, dat zij ook een baby wil en zoekt naar de mogelijkheden voor kunstmatige inseminatie. Otis, Herrmann en Dawson hebben de verstopte brandkast geopend en vinden daar een doosje in met inhoud, zij willen nu de eigenaar hiervan opsporen. Nadat kazerne 51 opgeroepen zijn bij een auto-ongeluk zien zij dat de bestuurder op de rand van een brug staat, klaar om zelfmoord te plegen. Dankzij de heldhaftige Mills kan de bestuurder op andere gedachten gebracht worden en stapt weg van de rand. Later op een bedrijfsdiner maken Mills en Dawson hun relatie openbaar, zij zijn opgelucht als er geen negatieve reacties komen. Dawson hoort van Benny Severide, de vader van Kelly, een groot geheim over de dood van de vader van haar vriend Mills. Zij weet niet of zij dit nu moet delen met Mills, zij besluit dit nog even stil te houden voor hem. Casey wordt verrast door de weduwe van zijn omgekomen vriend en collega Andy Darden. |            |                       |                    |                                | |                  |  |
| 18 | 18         | Fireworks             | Karen Gaviola      | Tim Talbott                    | Ron Dean - James Whoritsky Treat Williams - Benny Severide Robert Breuler - Tuxhorn Dan J. Johnson - Omar | 20 maart 2013    |  |
| Mills heeft nog steeds veel vragen over de dood van zijn vader en confronteert Benny Severide hiermee voor meer informatie. Boden vraagt aan Dawson of zij haar pas ingewonnen informatie hierover voor zich wil houden. Shay hoort uit een onverwachte bron meer informatie over het proces van kunstmatige inseminatie waar zij niet zo blij van wordt, zij besluit dan een andere weg te kiezen voor het krijgen van een baby. Severide wil een oudere man helpen die pas zijn restaurant is kwijtgeraakt door een brand die lijkt te zijn gesticht als intimidatie. Severide is zeer teleurgesteld wanneer blijkt dat het slachtoffer niet zo onschuldig is als op het eerste oog leek. Heather Darden nodigt zichzelf uit voor een etentje bij Casey, Casey is bang dat zij meer wil dan hij. |            |                       |                    |                                | |                  |  |
| 19 | 19         | A Coffin That Small   | Darnell Martin     | Steve Chickerotis              | Raphael Sbarge - Larry Herrmann Brooke Nevin - Tara Little Ora Jones - mrs. Leppert Morocco Omari - rechercheur Ben Vikan Kristopher Lofton - Greshawn                                                                                                   | 27 maart 2013    |  |
| Casey is verbaasd en boos op Severide als blijkt dat hij Mills in zijn ploeg wil hebben. Hun verstandhouding komt meer onder druk te staan als Severide hem ziet met Heather, en Severide denkt dat zij samen seks hebben. Severide besluit ondertussen om Shay te helpen om als spermadonor op te treden voor haar babywens, dit tot opluchting bij Shay. Kazerne 51 wordt uit het niets onder vuur genomen, Casey volgt een spoor naar de mogelijke daders. Herrmann bezoekt een deprimerende begrafenis, hierdoor besluit hij om het verwaterde contact met zijn familie te herstellen. Na een tragedie in de buurt van kazerne 51 besluit het personeel een helpende hand uit te steken. |            |                       |                    |                                | |                  |  |
| 20 | 20         | Ambition              | Arthur W. Forney   | Andrea Newman Michael Gilvary  | Brooke Nevin - Tara Little Sam Porretta - chief Hatcher Roosevelt Booker - Curtis Tony Bozzuto - Dennis Susan Shunk - Arlene | 3 april 2013     |  |
| Casey is boos dat Mills een hoop tijd doorbrengt bij de ploeg van Severide en dat hij zijn werkzaamheden bij de ploeg van Casey verwaarloost. Mills denkt echter dat Casey boos is op het feit dat hij en Dawson een relatie hebben. Terwijl Herrmann door een jachtexpeditie afwezig is krijgt zijn vrouw complicaties bij haar zwangerschap. Shay en Severide hebben hun eerste ruzie over hun toekomstige baby. Kazerne 51 krijgt bezoek van Tara, een nieuwe kandidaat voor de ambulance, die meerijdt met Shay en Dawson. Zij blijkt echter niet zo geschikt te zijn voor dit werk. Op het moment dat zij afscheid neemt van kazerne 51 heeft zij nog een schokkende onthulling. Tara beschuldigd Severide voor seksueel misbruik, dit nieuws slaat bij hem in als een bom. Casey krijgt onverwachts bezoek van iemand uit zijn verleden. |            |                       |                    |                                | |                  |  |
| 21 | 21         | Retaliation Hit       | Jean de Segonzac   | Matt Olmstead Hilly Hicks jr.  | Brooke Nevin - Tara Little Danny McCarthy - trainer Guy Van Swearingen - Al Rutkowski Molly Glynn - eerste hulp dokter Kirsten Fitzgerald - sergeant Halstead                                                                                            | 1 mei 2013       |  |
| Severide moet de consequenties aanvaarden voor de beschuldigingen van seksueel misbruik door Tara. Op last van het management moet Severide nu een cursus volgen tegen seksueel misbruik. Mills laat zijn kwaliteiten op een positieve manier zien bij het redden van een man die betrokken was in een ongeluk met een tankwagen, dit zorgt ervoor dat zijn collega Hadley meer jaloezie tegen hem krijgt. Shay en Dawson zijn opgeroepen om een gewonde vrouw te helpen die gewond in haar huis ligt, zij moeten alleen langs een giftige slang zien te komen om bij haar te komen. Casey en zijn ex-verloofde Hallie komen weer bij elkaar, dan ontdekken zij tot hun schrik dat hun oude vijand rechercheur Voight vrij is gelaten uit de gevangenis. |            |                       |                    |                                | |                  |  |
| 22 | 22         | Leaders Lead          | Michael Slovis     | Dick Wolf Matt Olmstead        | Tania Raymonde - Nicole Scott Eastwood - Jim Barnes Brooke Nevin - Tara Little Christopher Cousins - Steven Goody Steven Goody - Meredith | 8 mei 2013       |  |
| Nadat Severide beschuldigd is voor seksueel misbruik door Tara besluit hij om in het verleden van haar te duiken, daar vindt hij bewijzen dat zijn onschuld kan bewijzen. Mills vraagt Dawson om met hem samen te gaan wonen, zij voelt zich echter steeds meer schuldig over het geheim dat zij meedraagt over zijn moeder. Een jong meisje heeft een bijzondere connectie met kazerne 51, als dit bekend wordt raakt dit iedereen emotioneel. Kazerne 51 heeft vandaag hun handen vol aan een ingestort gebouw na een brand, een auto-ongeluk en een slachtoffer die in brand staat. Nadat er een verbrande slachtoffer wordt gevonden komen de brandweermannen tot een schokkende ontdekking, het blijkt de verloofde van Casey te zijn. zij wordt met spoed naar het ziekenhuis gebracht waar zij komt te overlijden aan haar verwondingen. |            |                       |                    |                                | |                  |  |
| 23 | 23         | Let Her Go            | Joe Chappelle      | Dick Wolf Matt Olmstead        | Melissa Sagemiller - rechercheur Julia Willhite J.B. Smoove - sergeant Pruitt Tania Raymonde - Nicole Sermons Scott Eastwood - Jim Barnes Robin Weigert - contactpersoonvan rechercheur Voight Christopher Cousins - Steven Goody Larisa Polonsky - Zoya | 15 mei 2013      |  |
| Na het overlijden van zijn vriendin Hallie is Casey vastbesloten om de dader te vinden, ook als dit inhoud om samen te gaan werken met zijn vijand rechercheur Voight en het riskeren van zijn eigen leven. Mills is nog steeds zeer emotioneel na het horen van het geheim dat Dawson hem heeft verteld. Hij twijfelt nu over het voortbestaan van hun relatie. Shay is erg opgewonden over haar aanstaande kunstmatige inseminatie met het zaad van Severide. De opening van Molly's Bar is aanstaande, Otis overtuigd zijn partners om zijn Russische nicht aan te nemen als serveerster. |            |                       |                    |                                | |                  |  |
| 24 | 24         | A Hell of a Ride      | Alex Chapple       | Andrea Newman Michael Gilvary  | Nestor Serrano - Rick Esposito Richard Cabral - Rios Domenick Lombardozzi - Lucci Phil Ridarelli - Facilities Roy Boise Holmes - politieagent Fojas | 22 mei 2013      |  |
| Kazerne 51 worden opgeroepen naar een brand in een gevangenis. Daar aangekomen worden zij al snel blootgesteld aan grotere gevaren dan alleen een brand. Een aantal brandweermannen worden tijdens hun werkzaamheden gegijzeld door een aantal gevangenen. Als hun situatie uitzichtloos lijkt lukt het hen door een list zichzelf te bevrijden. Cindy Herrmann wordt opgenomen in het ziekenhuis waar zij met haar man aan haar zijde bevalt van hun baby. Shay gebruikt een zwangerschapstest om te zien of zij zwanger is, en wacht zenuwachtig op de uitslag. Mills besluit de relatie met Dawson te beëindigen, en neemt tevens een grote beslissing over zijn carrière. |            |                       |                    |                                | |                  |  |